# Ideoblothrus bipectinatus
Espèce
Synonymes
- Ideobisium bipectinatum Daday, 1897

Ideoblothrus bipectinatus est une espèce de pseudoscorpions de la famille des Syarinidae.

## Distribution
Cette espèce se rencontre en Indonésie en Nouvelle-Guinée occidentale et en Papouasie-Nouvelle-Guinée en Nouvelle-Guinée orientale et dans l'archipel Bismarck,.

## Systématique et taxinomie
Cette espèce a été décrite sous le protonyme Ideobisium bipectinatum par Daday en 1897. Elle est placée dans le genre Ideoblothrus par Muchmore en 1982.

## Publication originale
- Daday, 1897 : Pseudoscorpiones e Nova-Guinea. Természetrajzi Füzetek, vol. 20, p. 475-480.